# Układ Antarktyczny

Flaga Układu Antarktycznego przyjęta w 2002 roku, traktowana nieoficjalnie jako flaga kontynentu

Układ Antarktyczny, Układ w sprawie Antarktydy, traktat antarktyczny, pakt antarktyczny  – międzynarodowa umowa regulująca polityczno-prawny status Antarktydy, jedynego niezamieszkanego na stałe kontynentu. 

## Historia
Układ w sprawie Antarktydy podpisano 1 grudnia 1959 w Waszyngtonie; wszedł on w życie 23 czerwca 1961; Sekretariat ONZ zarejestrował go 4 sierpnia 1961 . 
Sygnatariuszami było dwanaście państw, które podczas III Międzynarodowego Roku Geofizycznego (1957–1958) prowadziły badania geograficzne na Antarktydzie :

- Argentyna
- Australia
- Belgia
- Chile
- Francja
- Japonia
- Nowa Zelandia
- Norwegia
- Republika Południowej Afryki
- Stany Zjednoczone
- Wielka Brytania
- Związek Socjalistycznych Republik Radzieckich

Układ był pierwszym dokumentem ograniczającym działania zbrojne podczas zimnej wojny. Jego głównym celem jest zapewnienie wykorzystania Antarktydy jedynie do celów pokojowych, aby nigdy nie stała się przyczyną międzynarodowych konfliktów. Zabrania on wszelkich działań o charakterze militarnym, lecz nie wyklucza przebywania na terytorium antarktycznym pracowników wojskowych w celach badawczych . Dokument nie rozstrzyga kwestii związanych z roszczeniami terytorialnymi . Badania naukowe mają być wynikiem współpracy, a ich wyniki dostępne dla wszystkich . Układ zabrania prób z bronią atomową oraz składowania odpadów radioaktywnych . Obszar objęty umową to ląd i lodowce szelfowe na południe od równoleżnika 60°S . Traktat zawarty jest bezterminowo , natomiast – zgodnie z art. 12 – może być w każdym czasie zmieniony za jednomyślną zgodą wszystkich państw stron mających prawo głosu.
W 2004 roku utworzono stały sekretariat – Antarctic Treaty Secretariat – z siedzibą w Buenos Aires w Argentynie .

## Treść
Traktat tworzy 14 artykułów:
- Art. 1: użycie terytorium Antarktydy w celach pokojowych, zakaz działań zbrojnych, tworzenia baz wojskowych i doświadczeń ze wszelkimi rodzajami broni (wojskowy personel i sprzęt mogą być użyte tylko w celach pokojowych)
- Art. 2: wolność badań naukowych
- Art. 3: swobodna wymiana wiadomości i pracowników, współpraca z ONZ itp.
- Art. 4: niewysuwanie nowych roszczeń terytorialnych (roszczenia wysunięte przed wejściem w życie traktatu nie są negowane)
- Art. 5: zakaz prób broni jądrowej oraz składowania w tym rejonie odpadów promieniotwórczych
- Art. 6: traktat obejmuje obszar na południe od równoleżnika 60°S
- Art. 7: swobodny dostęp do baz, instalacji itp. dla kontrolerów traktatu, informowanie o zamiarze wysłania personelu lub sprzętu wojskowego spełniającego warunki artykułu 1
- Art. 8: jurysdykcja nad naukowcami i obserwatorami przez ich własne kraje
- Art. 9: regularne spotkania członków traktatu
- Art. 10: zobowiązanie Stron do zapobieżenia łamaniu postanowień traktatu przez jakiekolwiek państwo na świecie
- Art. 11: wynikłe spory rozwiązywać należy pokojowo między członkami traktatu albo, za ich zgodą, z udziałem Międzynarodowego Trybunału Sprawiedliwości
- Art. 12: zmiany w traktacie za zgodą wszystkich stron; możliwość rewizji przez większość po 30 latach obowiązywania
- Art. 13: depozytariuszem jest rząd Stanów Zjednoczonych; do Układu może przystąpić każdy członek ONZ, a inne państwa za zgodą wszystkich stron
- Art. 14: teksty autentyczne w językach angielskim, francuskim, rosyjskim i hiszpańskim.

## Kraje członkowskie
Układ jest traktatem otwartym – może do niego przystąpić każde państwo należące do ONZ, a za zgodą wszystkich sygnatariuszy również każde inne państwo . Do końca 2022 roku, do traktatu przystąpiło 55 państw .
Corocznie odbywające się spotkania konsultacyjne umożliwiają sprawowanie kontroli nad działalnością człowieka na Antarktyce. Tylko 29 z 55 państw członkowskich ma prawo do uczestnictwa w procesie podejmowania decyzji . Żeby uzyskać prawo głosu, trzeba prowadzić znaczącą pracę naukowo-badawczą na Antarktydzie . Oprócz 11 państw założycielskich i Rosji – następcy ZSRR, dwunastego założyciela – są to (w nawiasach podano rok wstąpienia i rok uzyskania prawa głosu) :

1. Polska (1961/1977)
2. Holandia (1967/1990)
3. Niemcy (NRD: 1974/1987, RFN: 1979/1981)
4. Brazylia (1975/1983)
5. Bułgaria (1978/1998)
6. Urugwaj (1980/1985)
7. Włochy (1981/1987)
8. Peru (1981/1989)
9. Hiszpania (1982/1988)
10. Indie (1983/1983)
11. Chiny (1983/1985)
12. Szwecja (1984/1988)
13. Finlandia (1984/1989)
14. Korea Południowa (1986/1989)
15. Ekwador (1987/1990)
16. Ukraina (1992/2004)
17. Czechy (1993/2014; sukcesor Czechosłowacji, członka od 1962)

Kraje niemające prawa do uczestnictwa w procesie podejmowania decyzji (podano rok wejścia) :

1. Dania (1965)
2. Rumunia (1971)
3. Papua-Nowa Gwinea (1981)
4. Kuba (1984)
5. Węgry (1984)
6. Austria (1987)
7. Grecja (1987)
8. Korea Północna (1987)
9. Kanada (1988)
10. Kolumbia (1989)
11. Szwajcaria (1990)
12. Gwatemala (1991)
13. Słowacja (1993; sukcesor Czechosłowacji, członka od 1962)
14. Turcja (1996)
15. Wenezuela (1999)
16. Estonia (2001)
17. Białoruś (2006)
18. Monako (2008)
19. Portugalia (2010)
20. Malezja (2011)
21. Pakistan (2012)
22. Islandia (2015)
23. Kazachstan (2015)
24. Mongolia (2015)
25. Słowenia (2019)
26. Kostaryka (2022)

## System Układu Antarktycznego
Traktat wraz z dokumentami pokrewnymi, wymienionymi niżej, tworzy System Układu Antarktycznego (ATS, od ang. Antarctic Treaty System) :
- Reguły dotyczące ochrony fauny i flory antarktycznej (Agreed Measures for the Conservation of Antarctic Fauna and Flora) – Bruksela 1964 (wejście w życie w 1982)[8]
- Konwencja o ochronie fok antarktycznych (Convention for the Conservation of Antarctic Seals) – Londyn 1972, obowiązuje od 1978[9]
- Konwencja o ochronie żywych zasobów morskich Antarktyki (Convention for the Conservation of Antarctic Marine Living Resources) – Canberra 1980, obowiązuje od 1982[10]
- Konwencja regulująca eksploatację surowców mineralnych na Antarktydzie (Convention on the Regulation of Antarctic Mineral Resource Activities) – Wellington 1988 (nieratyfikowana, zastąpiona przez Protokół madrycki)[11]
- Protokół o ochronie środowiska naturalnego, tak zwany protokół madrycki (Protocol on Environmental Protection to the Antarctic Treaty) – 1991 obowiązuje od 1998[12].